# PlusCal
PlusCal ist eine durch Leslie Lamport entwickelte formale Sprache zur Spezifikation nebenläufiger Algorithmen und Systeme. Es handelt sich um eine deklarative Sprache, wobei Sprachkonstrukte so gestaltet sind, dass sie einer imperativen Sprache sehr ähnlich sind. Die eher an eine imperative Programmiersprache erinnernde Syntax soll es Programmierern leichter machen, eine formale Sprache zur Spezifikation zu verwenden. Das Ziel ist hierbei, nicht einheitlich spezifizierten und hierdurch mehrdeutigen Pseudocode zu ersetzen.
Es existieren zwei verschiedene Syntax-Versionen von PlusCal. Die C-Syntax, wobei c für compact steht, ist eine kompakte Variante, die an vielen Stellen Klammern verwendet, um den Beginn und das Ende von Blöcken zu markieren. Sie ist gedacht für Programmierer, die die Programmiersprachen C, C++, C# oder Java verwenden. Die P-Syntax, wobei p für prolix steht, verwendet anstelle von Klammern Begriffe wie begin und end.
PlusCal basiert auf TLA+, wodurch sich TLA+ Ausdrücke in PlusCal verwenden lassen. Darüber hinaus können Spezifikationen von PlusCal in TLA+ übersetzt werden, um anschließend mit TLC überprüft zu werden. Ein entsprechendes Übersetzungsprogramm ist Teil der TLA+ Toolbox. Neben einem Übersetzungsprogramm beinhaltet die TLA+ Toolbox auch ein Programm zum Setzen von PlusCal Spezifikationen in LaTeX.
PlusCal wird unter anderem bei der Entwicklung von Amazon Web Services eingesetzt.